# Undertale Yellow
Undertale Yellow ist ein 2D-Rollenspiel, das am 9. Dezember 2023 auf Game Jolt für Microsoft Windows veröffentlicht wurde. Das Spiel wurde von Team Undertale Yellow als von Fans erstelltes Prequel zu Undertale entwickelt und handelt von einem Menschenkind namens Clover, das die gelbe Seele aus Undertale besitzt, während es auf einem unbekannten Pfad an die Oberfläche reist, nachdem es den von Monstern bewohnten Untergrund betreten hat. Das Spiel erhielt nach seiner Veröffentlichung allgemein positive Kritiken.

## Spielablauf
Undertale Yellow ist ein Rollenspiel, das ähnliche Spielmechanismen wie Undertale verwendet. Der Spieler steuert ein Menschenkind und erkundet den Untergrund, eine riesige unterirdische Landschaft, in der er Monster bekämpfen und Rätsel lösen muss, um weiterzukommen. Neben bekannten Orten und Charakteren aus dem Vorgänger führt das Spiel viele originelle Gebiete und Monster ein. Im Kampf haben die Spieler die Wahl, Monster durch Gewalt oder Pazifismus zu besiegen. Entscheidungen, die der Spieler sowohl innerhalb als auch außerhalb des Kampfes trifft, bestimmen den Verlauf der Geschichte, den Ton und den Schwierigkeitsgrad des Spiels, wobei Undertale Yellow ein vergleichbares Moralthema wie Undertale verwendet.
Während Kämpfen mit Monstern steuert der Spieler ein Herz, das die menschliche Seele darstellt, um den Bullet-Hell-Angriffen seiner Gegner auszuweichen. Anders als in Undertale bleibt die Farbe der Seele im Verlauf des Spiels unverändert. Einige Bosskämpfe führen jedoch Gimmicks ein, die die Bewegung, Fähigkeiten und das Aussehen der Seele auf verschiedene Weise verändern. In ihrem Zug können die Spieler zwischen den Optionen KÄMPFEN, HANDELN, GEGENSTAND und GNADE wählen. Wenn KÄMPFEN ausgewählt wird, erscheinen ein oder mehrere Schießziele anstelle des elliptischen Musters von Undertale, aber der Schaden wird immer noch durch das Timing der Tastendrücke verursacht. Ansonsten ist das Kampfsystem des Spiels fast identisch mit dem seines Vorgängers. Das Besiegen von Feinden auf irgendeine Weise belohnt den Spieler mit Gold, aber das Töten von Feinden bringt dem Spieler auch EXP ein, was seine LOVE erhöhen kann. Wenn man sich jedoch dafür entscheidet, Feinde zu töten, anstatt sie zu verschonen, wird dies den Verlauf und das Ende der Geschichte des Spielers dauerhaft beeinflussen.
Undertale Yellow enthält mehrere Verbesserungen der Lebensqualität gegenüber Undertale, darunter einige, die in Undertales geistigem Nachfolger Deltarune hinzugefügt wurden, wie beispielsweise die Möglichkeit, in der Oberwelt zu laufen, um schneller voranzukommen. Das Spiel ermöglicht es dem Spieler auch, Bosskämpfe direkt vom Game Over-Bildschirm aus zu wiederholen, eine Funktion, die im Vorgänger nicht vorhanden war. In den Konfigurationseinstellungen des Spiels können Spieler auch auf verschiedene Zugänglichkeitsoptionen zugreifen, darunter die Möglichkeit, das Laufen automatisch zu machen, und einen „einfachen Modus“, der die Verteidigung des Spielers stärkt, um den Schwierigkeitsgrad des Spiels zu verringern.

## Handlung
Undertale Yellow spielt in der Welt von Undertale, wo Monster nach ihrer Niederlage in einem Krieg gegen die Menschen mit einem Zauber unter dem Mount Ebott versiegelt wurden. Viele Jahre später hat Asgore, der König der Monster, fünf der sieben menschlichen Seelen gesammelt, die nötig sind, um die Barriere zur Oberflächenwelt zu durchbrechen. Die Geschichte handelt von Clover, einem Menschenkind mit einer Seele, die die Eigenschaft „Gerechtigkeit“ verkörpert, als sie den Untergrund betreten, um das Verschwinden der fünf Menschen zu untersuchen. Als sie durch einen Riss in den Ruinen fallen, treffen sie Flowey, eine empfindungsfähige Blume, die dem Spieler die Spielmechanik beibringt. Flowey begleitet Clover auf einer Reise zu Asgores Schloss, wo Clover die Barriere überqueren kann, um an die Oberfläche zurückzukehren. Da Clover ihren Fortschritt nicht selbstständig speichern kann, bietet Flowey auch an, dies für sie zu tun.
Während Clover den Untergrund durchquert, erkundet er viele neue Orte, darunter bisher unbekannte Bereiche aus Undertale. Sie begegnen zahlreichen Monstern, wie Dalv, einem Einsiedler, der in den Dunklen Ruinen lebt; Martlet, einem Mitglied der königlichen Wache, die im Snowdin-Wald stationiert ist; Starlo, dem Sheriff des Wilden Ostens; Ceroba, Starlos Freundin aus Kindertagen und die Frau des verstorbenen Wissenschaftlers Chujin; und Axis, einem feindseligen Roboter, der in den Steamworks lebt. Die meisten Monster greifen Clover in Kämpfe an und geben ihm die Wahl, entweder zu kämpfen und sie möglicherweise zu töten oder ihnen Gnade zu erweisen.
Die Geschichte des Spiels unterscheidet sich je nachdem, wie der Spieler Kämpfe mit Monstern löst. Wenn der Spieler sich dafür entscheidet, einige, aber nicht alle Monster zu töten, erlebt er das „neutrale“ Ende. Als Clover Asgores Schloss fast erreicht, bietet Martlet an, sie stattdessen im Untergrund in Sicherheit zu bringen. Flowey tötet sie jedoch, nachdem Clover zugestimmt hat. Wütend gibt er zu, Clovers Reise manipuliert zu haben, um sicherzustellen, dass sie Asgore lebend erreichen, um die menschlichen Seelen zu stehlen und zu absorbieren, während Asgore abgelenkt ist. Da sein Plan gescheitert ist, versucht er, Clovers Seele während eines alptraumhaften Kampfes in seinem Kopf zu absorbieren. Flowey wird jedoch des Kampfes irgendwann überdrüssig und verweist auf Clovers Weigerung, sich zu ergeben. Enttäuscht von diesem Ergebnis beschließt er, die Zeitlinie zurückzusetzen, um im nächsten Durchgang ein besseres Ende zu erreichen, und startet das Spiel abrupt neu.
Wenn der Spieler sich dafür entscheidet, alle Monster zu verschonen, erlebt er das „pazifistische“ Ende. Ceroba gibt bekannt, dass ihre Tochter Kanako „Fallen Down“ ist (ein tödlicher Zustand, der sie ins Koma versetzt). Sie begleitet Clover durch die Dampfwerke als Abkürzung zum königlichen Labor, um Kanakos Situation zu untersuchen. Die beiden werden von Starlo unterbrochen, der Cerobas Motive in Frage stellt und sie verjagt. Es wird offenbart, dass Chujin versucht hat, mit den Seelen eines Menschen und eines „Bossmonsters“ ein seelenstärkendes Serum herzustellen, das Ceroba mit den Seelen von Kanako und Clover perfektionieren wollte. Martlet, Starlo und Clover konfrontieren Ceroba, aber sie kann sie alle überwältigen. Während des letzten Kampfes gegen Ceroba erfährt Clover, dass Kanako hingefallen ist, nachdem sie ihre Mutter gebeten hatte, das Serum an ihr zu testen. Ceroba kommt der Bitte nach, aber die Reaktion führt dazu, dass Kanako hinfällt. Nach ihrer Niederlage bricht Ceroba vor Schmerz zusammen und bittet Clover, ihr den Rest zu geben.
Wenn der Spieler Ceroba tötet, wird Starlo seinen Hass gegenüber Clover zum Ausdruck bringen und mit Cerobas Maske verschwinden. Martlet begleitet Clover zum Thronsaal des Schlosses und das Spiel endet damit, dass Asgore widerstrebend im Kampf ihre Seele beansprucht. Wenn Ceroba verschont bleibt, erlebt der Spieler das Ende des „wahren Pazifisten“, bei dem sie Reue für ihre Taten ausdrückt, bevor sie sich mit den anderen versöhnt. Nachdem sie über ihre Reise nachgedacht hat, beschließt Clover, ihre Seele zu opfern, um die Befreiung der Monster zu unterstützen. Während des Abspanns des Spiels lassen Dalv, Martlet, Starlo und Ceroba Clovers Hut schwimmen und schießen ein Floß nieder, das zur Müllhalde von Waterfall führt. Später hört und beantwortet Clovers Seele einen Hilferuf von „jemandem“. Beide Szenen knüpfen an die Ereignisse von Undertale an, wo es heißt, dass die von Frisk anzulegenden Hut- und Waffengegenstände auf der Müllhalde von Waterfall entdeckt wurden und Frisk später die gelbe Seele um Hilfe gegen Omega Flowey bittet.
Wenn der Spieler genügend Monster tötet, um den Tötungszähler für jeden erforderlichen Raum im Spiel zu erschöpfen, erlebt er das Ende „Keine Gnade“ oder „Genozid“. Der Ton des Spiels ändert sich während dieser Route erheblich, wobei der Soundtrack bedrohlicher wird, Monster aus der Oberwelt verschwinden und die meisten großen Kämpfe intensiver und schwieriger werden. Darüber hinaus zeigt Clover im Verlauf der Geschichte zunehmend aggressives und bedrohliches Verhalten. Im Wilden Osten tötet Clover Starlo in einem Duell, gefolgt von einem rachsüchtigen Ceroba. Bevor sie Asgores Schloss erreichen, versucht Martlet, sie aufzuhalten, indem er sich mit einem Serum aus dem königlichen Labor in ein mächtiges Wesen verwandelt, wird jedoch besiegt und getötet. Nach dem Kampf offenbart Flowey versehentlich seinen Wunsch, die menschlichen Seelen zu stehlen, und wird erschossen, als Clover ihm aufgrund ihres angesammelten LV seine Fähigkeit zum Retten stiehlt. Im Thronsaal des Schlosses macht Asgore Bemerkungen zu Clovers Mordserie, bevor er seinen Dreizack auf sie wirft. Clover zerbricht jedoch den Dreizack und tötet Asgore mit einem massiven Strahl aus ihrer Seele. Das Spiel endet damit, dass Clover die menschlichen Seelen befreit und der Barriere entkommt. Dieses Ende ist nicht kanonisch mit Undertale, denn als Frisk den Thronsaal erreicht, ist Asgore noch am Leben und im Besitz von Clovers Seele.

## Entwicklung und Veröffentlichung
„Undertale has inspired many to create amazing things and it is no different here. After playing through Undertale for the first time I was lying in my bed when the idea almost randomly popped into my head. The pieces seemed to line up perfectly so I got to work as soon as I could.“

„Undertale hat viele dazu inspiriert, erstaunliche Dinge zu erschaffen, und das ist hier nicht anders. Nachdem ich Undertale zum ersten Mal durchgespielt hatte, lag ich in meinem Bett, als mir die Idee fast zufällig in den Sinn kam. Die Teile schienen perfekt zusammenzupassen, also machte ich mich so schnell wie möglich an die Arbeit.“

Die Entwicklung von Undertale Yellow begann, nachdem Toby Fox, der Schöpfer von Undertale, es nach Kontaktaufnahme mit Team Undertale Yellow genehmigt hatte. Die Entwicklung dauerte fast sieben Jahre. Das Spiel wurde mit der GameMaker-Studio-Engine erstellt und vom Autor und Komponisten MasterSwordRemix konzipiert. Die offizielle Ankündigung erfolgte im April 2016, begleitet von einem Trailer mit einem nicht näher spezifizierten Veröffentlichungsdatum von „bald“. Im Laufe der Entwicklung schlossen sich mehrere Animatoren, Künstler, Komponisten und Autoren dem Team Undertale Yellow an, sodass schließlich ein Team von über zwanzig Personen entstand. Obwohl ursprünglich eine Veröffentlichung im Winter 2022 geplant war, wurde das Spiel schließlich am 9. Dezember 2023 kostenlos veröffentlicht.
Der Soundtrack von Undertale Yellow besteht aus 135 Stücken, hauptsächlich Eigenkompositionen, enthält aber auch mehrere Stücke, die auf denen von Undertale basieren. Dies hat eine Debatte über die Verwendung von urheberrechtlich geschütztem Material durch das Spiel ausgelöst. Sebastian Wolff, der CEO von Materia Collective, das die Musik von Undertale lizenziert, kritisierte den Ansatz von Team Undertale Yellow bei der Veröffentlichung des Soundtracks ihres Spiels. In einer Reihe öffentlicher Twitter-Posts verurteilte Wolff die Verwendung von Undertale-Musikmotiven durch das Team und verlangte die „definierte Erlaubnis, die Toby vor 7 Jahren erteilt hat“, die es Team Undertale Yellow erlaubt hätte, Undertales Musik zu verwenden und zu remixen. Wolff versprach außerdem, dass er Team Undertale Yellow 10.000 Dollar spenden würde, wenn es ihm das Gegenteil beweisen könnte. Als Antwort darauf erklärte Fox, er habe keine aktuelle Erlaubnis erteilt, kritisierte jedoch Wolffs Umgang mit der Situation als „extrem unprofessionell“. Als Entschuldigung bot er an, 20.000 Dollar an die von Team Undertale Yellow ausgewählte Wohltätigkeitsorganisation AbleGamers zu spenden.

## Rezeption
Undertale Yellow wurde von YouTubern mit Spannung erwartet und erhielt nach seiner Veröffentlichung allgemein positive Kritiken. Im ersten Monat wurde es rund 350.000 Mal heruntergeladen. Vor der Veröffentlichung erklärte Dominic Tarason von Rock Paper Shotgun Undertale Yellow zu seinem „liebsten unvollendeten Fan-Spiel“. Will Nelson von PCGamesN empfahl es Undertale-Fans, indem er darauf hinwies, wie Toby Fox mit einem Fanspiel von EarthBound begann, und zum Ausdruck brachte, dass „zu sehen, wie eine andere Gruppe von Entwicklern den Kreis schließt [...], geradezu erstaunlich ist.“ Auch Aleks Franiczek von RPGFan lobte das Spiel und erklärte, dass es „in mancher Hinsicht sogar Undertale übertrifft“.